# Championnat de France de football américain 1998
Navigation
Saison 1997 Saison 1999
La saison 1998 du casque de diamant est la 17e saison du championnat de France de football américain. Elle voit le sacre des Argonautes d'Aix-en-Provence.

## Classement général
| Qualifié en play-offs |

| Relégué en casque d'or |

| Poule Nord               |      |      |      |     |          |            |
| Club                     | Vic. | Nuls | Déf. | Pts | Pts pour | Pts contre |
| Flash de La Courneuve    | 10   | 0    | 0    | 30  | 393      | 80         |
| Molosses d'Asnières      | 6    | 1    | 3    | 19  | 154      | 146        |
| Spartiates d'Amiens      | 6    | 0    | 4    | 18  | 269      | 209        |
| Templiers d’Elancourt    | 5    | 1    | 4    | 15  | 218      | 170        |
| Mousquetaires du Plessis | 2    | 0    | 8    | 6   | 130      | 204        |
| Météores de Fontenay     | 0    | 0    | 10   | 0   | 42       | 397        |

| Poule Sud             |      |      |      |     |          |            |
| Club                  | Vic. | Nuls | Déf. | Pts | Pts pour | Pts contre |
| Argonautes d'Aix      | 10   | 0    | 0    | 30  | 504      | 32         |
| Iron Mask de Cannes   | 7    | 0    | 2    | 21  | 193      | 72         |
| Panthers de Thonon    | 5    | 0    | 5    | 15  | 180      | 165        |
| Orcs de Châteauroux   | 5    | 0    | 5    | 15  | 152      | 207        |
| Comètes de Montrabé   | 1    | 1    | 8    | 4   | 33       | 288        |
| Centaures de Grenoble | 0    | 1    | 8    | 1   | 25       | 323        |

## Calendrier / Résultats
| 1re journée (31 janvier et 1er février 1998) - Météores 0 - 31 Templiers - Iron Mask 6 - 36 Argonautes - Molosses 6 - 21 Spartiates - Mousquetaires 6 - 26 Flash - Black Panthers 19 - 27 Orcs - Centaures 0 - 0 Comètes 2e journée (7 et 8 février 1998) - Flash 39 - 7 Spartiates - Argonautes 63 - 0 Centaures - Molosses 16 - 9 Templiers - Iron Mask 29 - 6 Black Panthers - Mousquetaires 29 - 0 Météores - Comètes 12 - 33 Orcs 3e journée (21 et 22 février 1998) - Météores 0 - 28 Molosses - Orcs 0 - 42 Argonautes - Spartiates 34 - 18 Mousquetaires - Templiers 8 - 33 Flash - Black Panthers 40 - 0 Comètes - Centaures Forfait (1) Iron Mask 4e journée (28 et 29 février 1998 - Flash 54 - 7 Météores - Argonautes 42 - 0 Black Panthers - Spartiates 40 - 21 Templiers - Mousquetaires 0 - 6 Molosses - Centaures 12 - 21 Orcs - Iron Mask 18 - 0 Comètes 5e journée (14 et 15 mars 1998) - Météores 8 - 36 Spartiates - Comètes 0 - 76 Argonautes - Molosses 6 - 14 Flash - Templiers 16 - 9 Mousquetaires - Black Panthers 32 - 0 Centaures - Orcs 9 - 13 Iron Mask (1) Forfait des Centaures de Grenoble. |  | 6e journée (21 et 22 mars 1998) - Météores 0 - 40 Mousquetaires - Centaures 6 - 66 Argonautes - Spartiates 27 - 34 Flash - Templiers 26 - 26 Molosses - Black Panthers 0 - 12 Iron Mask - Orcs 21 - 8 Comètes 7e journée (4 et 5 avril 1998) - Flash 26 - 6 Templiers - Argonautes 48 - 0 Orcs - Mousquetaires 22 - 28 Spartiates - Molosses 31 - 8 Météores - Comètes 0 - 27 Black Panthers - Iron Mask 59 - 0 Centaures 8e journée (18 et 19 avril 1998) - Météores 7 - 61 Flash - Black Panthers 14 - 55 Argonautes - Templiers 21 - 20 Spartiates - Molosses 7 - 0 Mousquetaires - Orcs 41 - 7 Centaures - Comètes 0 - 18 Iron Mask 9e journée (2 et 3 mai 1998) - Flash 46 - 0 Molosses - Argonautes 55 - 0 Comètes - Spartiates 34 - 12 Météores - Mousquetaires 0 - 27 Templiers - Centaures 0 - 28 Black Panthers - Iron Mask 32 - 0 Orcs 10e journée (10 mai 1998) - Argonautes 21 - 6 Iron Mask - Spartiates 22 - 28 Molosses - Templiers 53 - 0 Météores - Flash 60 - 6 Mousquetaires - Orcs 0 - 14 Black Panthers - Comètes 13 - 0 Centaures |

## Play-offs

### Quarts de finale
- 24 mai 1998 :

Argonautes Forfait (2) Orcs
Molosses 24 - 7 Spartiates
Flash 35 - 22 Templiers
Iron Mask 20 - 6 Black Panthers
(2) Forfait des Orcs de Châteauroux.

### Demi-finales
- 6 juin 1998 :

Argonautes 52 - 26 Iron Mask
Flash 27 - 20 Molosses

### Finale
- 14 juin 1998 à Paris au Stade Charléty :

Argonautes 28 - 14 Flash

## Sources
- (fr) Conf’Ouest
- (fr) Elitefoot